# Eriocaulon caesium
Eriocaulon caesium là một loài thực vật có hoa trong họ Cỏ dùi trống. Loài này được Griseb. mô tả khoa học đầu tiên năm 1864.